# Kitakubu Katsudō Kiroku
Kitakubu Katsudō Kiroku (帰宅部活動記録 Kitakubu Katsudou Kiroku?, lit. Las crónicas del Club Yendo a Casa) es un manga japonés escrito e ilustrado por Kuroha, y publicado por la Gangan Online de Square Enix. Una adaptación al anime fue dirigida por Hikaru Satō para Nomad, ésta fue transmitida por la cadena japonesa NTV entre el 4 de julio y el 11 de octubre de 2013.

## Argumento
La historia sigue a un grupo de chicas de un instituto las cuales están en el club "Kitakubu". Pero este club, en lugar de hacer las actividades regulares de un club, este está dedicado a tener tanta diversión como sea posible, por medio de hacer cosas como jugar videojuegos o simplemente alimentar palomas en el parque.

## Personajes
Natsuki Andō (安藤 夏希 Andou Natsuki?)
Seiyū: Ibuki Kido.
Una de las dos novatas que se unen al club al comienzo del ciclo escolar. Ella es un miembro con una personalidad correcta y seria, y generalmente no entiende los chistes que los demás miembros suelen hacer.
Karin Tōno (塔野 花梨 Touno Karin?)
Seiyū: Mitsuki Yūna.
La supervisora del club y la otra miembro que se une al comienzo del ciclo escolar. Ella es una chica de mente simple, pero es excelente en economía. Ella se unió al club porque no podía decidir entre el club de artesanía y el de cocina. Sus tiernas miradas son muy admiradas por los miembros del club, hasta el punto de que se ha convertido en la más grande debilidad de Botan.
Sakura Dōmyōji (道明寺 桜 Doumyouji Sakura?)
Seiyū: Miharu Kobayashi.
La presidenta del club. Ella se ha autoproclamado una chica ordinaria en el club, tiene una personalidad energética.
Claire Kokonoe (九重 クレア Kokonoe Claire?)
Seiyū: Ayaka Senbongi.
La tesorera del club. Ella es la heredera de la mega-corporación de su familia, se inscribió en la escuela porque deseaba una vida escolar normal.
Botan Ōhagi (大萩 牡丹 Ouhagi Botan?)
Seiyū: Sae Aiuchi.
La comandante del club. Ella es experta en varias artes marciales porque es la sucesora de un arte marcial antiguo. Sus habilidades son tan altas que los niños se sienten asustados de ella hasta conocer a Sakura. A pesar ser prácticamente invencible, la ternura de Karin ha probado ser su talón de Aquiles.

## Multimedia

### Anime
Una adaptación al anime, dirigida por Hikaru Satō y producida por Nomad comenzó su transmisión el 4 de julio de 2013 en la cadena japonesa Nippon Television. El anime ha sido licenciado para transmitirlo simultáneamente en streams por Crunchyroll. El opening es "2 Gakki Debut Daisakusen!!" (2学期デビュー大作戦!!?), interpretado por Otome Shintō (Ayame Tajiri, Chika Arakawa, Wakana Aoi e Yurika Takahashi). El anime a veces rompe la cuarta pared y hace referencias a Yu-Gi-Oh!, Dragon Ball, WataMote y a juegos actuales, como Pokémon.